# Tsjechisch handbalteam (vrouwen)
Het Tsjechisch handbalteam is het nationale team van Tsjechië voor vrouwen. Het team, dat is opgericht na de opdeling van Tsjecho-Slowakije op 31 december 1992, vertegenwoordigt de Tsjechische Handbalfederatie (Tsjechisch: Český Svaz Házené). 

## Resultaten

### Wereldkampioenschappen
| Wereldkampioenschap | Wereldkampioenschap                                  | Wereldkampioenschap                                  | Wereldkampioenschap                                  | Wereldkampioenschap                                  | Wereldkampioenschap                                  | Wereldkampioenschap                                  | Wereldkampioenschap                                  | Wereldkampioenschap                                  |
| Jaar                | Resultaat                                            | Wed                                                  | W                                                    | G                                                    | V                                                    | DV                                                   | DT                                                   | DS                                                   |
| ------------------- | ---------------------------------------------------- | ---------------------------------------------------- | ---------------------------------------------------- | ---------------------------------------------------- | ---------------------------------------------------- | ---------------------------------------------------- | ---------------------------------------------------- | ---------------------------------------------------- |
| 1957                | Onderdeel van Tsjecho-Slowakije                      | Onderdeel van Tsjecho-Slowakije                      | Onderdeel van Tsjecho-Slowakije                      | Onderdeel van Tsjecho-Slowakije                      | Onderdeel van Tsjecho-Slowakije                      | Onderdeel van Tsjecho-Slowakije                      | Onderdeel van Tsjecho-Slowakije                      | Onderdeel van Tsjecho-Slowakije                      |
| 1962                | Onderdeel van Tsjecho-Slowakije                      | Onderdeel van Tsjecho-Slowakije                      | Onderdeel van Tsjecho-Slowakije                      | Onderdeel van Tsjecho-Slowakije                      | Onderdeel van Tsjecho-Slowakije                      | Onderdeel van Tsjecho-Slowakije                      | Onderdeel van Tsjecho-Slowakije                      | Onderdeel van Tsjecho-Slowakije                      |
| 1965                | Onderdeel van Tsjecho-Slowakije                      | Onderdeel van Tsjecho-Slowakije                      | Onderdeel van Tsjecho-Slowakije                      | Onderdeel van Tsjecho-Slowakije                      | Onderdeel van Tsjecho-Slowakije                      | Onderdeel van Tsjecho-Slowakije                      | Onderdeel van Tsjecho-Slowakije                      | Onderdeel van Tsjecho-Slowakije                      |
| 1971                | Onderdeel van Tsjecho-Slowakije                      | Onderdeel van Tsjecho-Slowakije                      | Onderdeel van Tsjecho-Slowakije                      | Onderdeel van Tsjecho-Slowakije                      | Onderdeel van Tsjecho-Slowakije                      | Onderdeel van Tsjecho-Slowakije                      | Onderdeel van Tsjecho-Slowakije                      | Onderdeel van Tsjecho-Slowakije                      |
| 1973                | Onderdeel van Tsjecho-Slowakije                      | Onderdeel van Tsjecho-Slowakije                      | Onderdeel van Tsjecho-Slowakije                      | Onderdeel van Tsjecho-Slowakije                      | Onderdeel van Tsjecho-Slowakije                      | Onderdeel van Tsjecho-Slowakije                      | Onderdeel van Tsjecho-Slowakije                      | Onderdeel van Tsjecho-Slowakije                      |
| 1975                | Onderdeel van Tsjecho-Slowakije                      | Onderdeel van Tsjecho-Slowakije                      | Onderdeel van Tsjecho-Slowakije                      | Onderdeel van Tsjecho-Slowakije                      | Onderdeel van Tsjecho-Slowakije                      | Onderdeel van Tsjecho-Slowakije                      | Onderdeel van Tsjecho-Slowakije                      | Onderdeel van Tsjecho-Slowakije                      |
| 1978                | Onderdeel van Tsjecho-Slowakije                      | Onderdeel van Tsjecho-Slowakije                      | Onderdeel van Tsjecho-Slowakije                      | Onderdeel van Tsjecho-Slowakije                      | Onderdeel van Tsjecho-Slowakije                      | Onderdeel van Tsjecho-Slowakije                      | Onderdeel van Tsjecho-Slowakije                      | Onderdeel van Tsjecho-Slowakije                      |
| 1982                | Onderdeel van Tsjecho-Slowakije                      | Onderdeel van Tsjecho-Slowakije                      | Onderdeel van Tsjecho-Slowakije                      | Onderdeel van Tsjecho-Slowakije                      | Onderdeel van Tsjecho-Slowakije                      | Onderdeel van Tsjecho-Slowakije                      | Onderdeel van Tsjecho-Slowakije                      | Onderdeel van Tsjecho-Slowakije                      |
| 1986                | Onderdeel van Tsjecho-Slowakije                      | Onderdeel van Tsjecho-Slowakije                      | Onderdeel van Tsjecho-Slowakije                      | Onderdeel van Tsjecho-Slowakije                      | Onderdeel van Tsjecho-Slowakije                      | Onderdeel van Tsjecho-Slowakije                      | Onderdeel van Tsjecho-Slowakije                      | Onderdeel van Tsjecho-Slowakije                      |
| 1990                | Onderdeel van Tsjecho-Slowakije                      | Onderdeel van Tsjecho-Slowakije                      | Onderdeel van Tsjecho-Slowakije                      | Onderdeel van Tsjecho-Slowakije                      | Onderdeel van Tsjecho-Slowakije                      | Onderdeel van Tsjecho-Slowakije                      | Onderdeel van Tsjecho-Slowakije                      | Onderdeel van Tsjecho-Slowakije                      |
| 1993                | Laatste deelname onder de vlag van Tsjecho-Slowakije | Laatste deelname onder de vlag van Tsjecho-Slowakije | Laatste deelname onder de vlag van Tsjecho-Slowakije | Laatste deelname onder de vlag van Tsjecho-Slowakije | Laatste deelname onder de vlag van Tsjecho-Slowakije | Laatste deelname onder de vlag van Tsjecho-Slowakije | Laatste deelname onder de vlag van Tsjecho-Slowakije | Laatste deelname onder de vlag van Tsjecho-Slowakije |
| / 1995              | 13e                                                  | 5                                                    | 2                                                    | 1                                                    | 4                                                    | 141                                                  | 141                                                  | 0                                                    |
| 1997                | 13e                                                  | 6                                                    | 2                                                    | 1                                                    | 3                                                    | 162                                                  | 174                                                  | −12                                                  |
| / 1999              | 19e                                                  | 5                                                    | 1                                                    | 0                                                    | 4                                                    | 124                                                  | 122                                                  | +2                                                   |
| 2001                | Niet gekwalificeerd                                  | Niet gekwalificeerd                                  | Niet gekwalificeerd                                  | Niet gekwalificeerd                                  | Niet gekwalificeerd                                  | Niet gekwalificeerd                                  | Niet gekwalificeerd                                  | Niet gekwalificeerd                                  |
| 2003                | 15e                                                  | 5                                                    | 2                                                    | 0                                                    | 3                                                    | 126                                                  | 125                                                  | +1                                                   |
| 2005                | Niet gekwalificeerd                                  | Niet gekwalificeerd                                  | Niet gekwalificeerd                                  | Niet gekwalificeerd                                  | Niet gekwalificeerd                                  | Niet gekwalificeerd                                  | Niet gekwalificeerd                                  | Niet gekwalificeerd                                  |
| 2007                | Niet gekwalificeerd                                  | Niet gekwalificeerd                                  | Niet gekwalificeerd                                  | Niet gekwalificeerd                                  | Niet gekwalificeerd                                  | Niet gekwalificeerd                                  | Niet gekwalificeerd                                  | Niet gekwalificeerd                                  |
| 2009                | Niet gekwalificeerd                                  | Niet gekwalificeerd                                  | Niet gekwalificeerd                                  | Niet gekwalificeerd                                  | Niet gekwalificeerd                                  | Niet gekwalificeerd                                  | Niet gekwalificeerd                                  | Niet gekwalificeerd                                  |
| 2011                | Niet gekwalificeerd                                  | Niet gekwalificeerd                                  | Niet gekwalificeerd                                  | Niet gekwalificeerd                                  | Niet gekwalificeerd                                  | Niet gekwalificeerd                                  | Niet gekwalificeerd                                  | Niet gekwalificeerd                                  |
| 2013                | 15e                                                  | 6                                                    | 2                                                    | 0                                                    | 4                                                    | 165                                                  | 166                                                  | −1                                                   |
| 2015                | Niet gekwalificeerd                                  | Niet gekwalificeerd                                  | Niet gekwalificeerd                                  | Niet gekwalificeerd                                  | Niet gekwalificeerd                                  | Niet gekwalificeerd                                  | Niet gekwalificeerd                                  | Niet gekwalificeerd                                  |
| 2017                | 8e                                                   | 7                                                    | 3                                                    | 0                                                    | 4                                                    | 188                                                  | 204                                                  | −16                                                  |
| 2019                | Niet gekwalificeerd                                  | Niet gekwalificeerd                                  | Niet gekwalificeerd                                  | Niet gekwalificeerd                                  | Niet gekwalificeerd                                  | Niet gekwalificeerd                                  | Niet gekwalificeerd                                  | Niet gekwalificeerd                                  |
| 2021                | 19e                                                  | 6                                                    | 2                                                    | 0                                                    | 4                                                    | 138                                                  | 168                                                  | −30                                                  |
| 2023                | Gekwalificeerd                                       | Gekwalificeerd                                       | Gekwalificeerd                                       | Gekwalificeerd                                       | Gekwalificeerd                                       | Gekwalificeerd                                       | Gekwalificeerd                                       | Gekwalificeerd                                       |
| 2025                | Toekomstige evenementen                              | Toekomstige evenementen                              | Toekomstige evenementen                              | Toekomstige evenementen                              | Toekomstige evenementen                              | Toekomstige evenementen                              | Toekomstige evenementen                              | Toekomstige evenementen                              |
| 2027                | Toekomstige evenementen                              | Toekomstige evenementen                              | Toekomstige evenementen                              | Toekomstige evenementen                              | Toekomstige evenementen                              | Toekomstige evenementen                              | Toekomstige evenementen                              | Toekomstige evenementen                              |
| Totaal              | 7/15                                                 | 40                                                   | 14                                                   | 2                                                    | 26                                                   | 1044                                                 | 1100                                                 | −56                                                  |

### Europees kampioenschap
| Europees kampioenschap | Europees kampioenschap | Europees kampioenschap | Europees kampioenschap | Europees kampioenschap | Europees kampioenschap | Europees kampioenschap | Europees kampioenschap | Europees kampioenschap | Europees kampioenschap |
| Jaar (teams)           | Resultaat              | Wed                    | W                      | G                      | V                      | DV                     | DT                     | DS                     |                        |
| ---------------------- | ---------------------- | ---------------------- | ---------------------- | ---------------------- | ---------------------- | ---------------------- | ---------------------- | ---------------------- | ---------------------- |
| 1994 (12)              | 8e                     | 6                      | 2                      | 0                      | 4                      | 118                    | 122                    | −4                     |                        |
| 1996 (12)              | Niet gekwalificeerd    | Niet gekwalificeerd    | Niet gekwalificeerd    | Niet gekwalificeerd    | Niet gekwalificeerd    | Niet gekwalificeerd    | Niet gekwalificeerd    | Niet gekwalificeerd    |                        |
| 1998 (12)              | Niet gekwalificeerd    | Niet gekwalificeerd    | Niet gekwalificeerd    | Niet gekwalificeerd    | Niet gekwalificeerd    | Niet gekwalificeerd    | Niet gekwalificeerd    | Niet gekwalificeerd    |                        |
| 2000 (12)              | Niet gekwalificeerd    | Niet gekwalificeerd    | Niet gekwalificeerd    | Niet gekwalificeerd    | Niet gekwalificeerd    | Niet gekwalificeerd    | Niet gekwalificeerd    | Niet gekwalificeerd    |                        |
| 2002 (16)              | 8e                     | 7                      | 3                      | 0                      | 4                      | 162                    | 167                    | −5                     |                        |
| 2004 (16)              | 15e                    | 3                      | 0                      | 0                      | 3                      | 60                     | 74                     | −14                    |                        |
| 2006 (16)              | Niet gekwalificeerd    | Niet gekwalificeerd    | Niet gekwalificeerd    | Niet gekwalificeerd    | Niet gekwalificeerd    | Niet gekwalificeerd    | Niet gekwalificeerd    | Niet gekwalificeerd    |                        |
| 2008 (16)              | Niet gekwalificeerd    | Niet gekwalificeerd    | Niet gekwalificeerd    | Niet gekwalificeerd    | Niet gekwalificeerd    | Niet gekwalificeerd    | Niet gekwalificeerd    | Niet gekwalificeerd    |                        |
| 2010 (16)              | Niet gekwalificeerd    | Niet gekwalificeerd    | Niet gekwalificeerd    | Niet gekwalificeerd    | Niet gekwalificeerd    | Niet gekwalificeerd    | Niet gekwalificeerd    | Niet gekwalificeerd    |                        |
| 2012 (16)              | 12e                    | 6                      | 1                      | 0                      | 5                      | 146                    | 163                    | −17                    |                        |
| 2014 (16)              |                        |                        |                        |                        |                        |                        |                        |                        |                        |
| 2016 (16)              | 10e                    | 6                      | 1                      | 0                      | 5                      | 159                    | 173                    | −14                    |                        |
| 2018 (16)              | 15e                    | 3                      | 0                      | 0                      | 3                      | 73                     | 92                     | −19                    |                        |
| 2020 (16)              | 15e                    | 3                      | 0                      | 0                      | 3                      | 69                     | 78                     | −9                     |                        |
| 2022 (16)              | Niet gekwalificeerd    | Niet gekwalificeerd    | Niet gekwalificeerd    | Niet gekwalificeerd    | Niet gekwalificeerd    | Niet gekwalificeerd    | Niet gekwalificeerd    | Niet gekwalificeerd    |                        |
| 2024 (24)              | Toekomstig evenement   | Toekomstig evenement   | Toekomstig evenement   | Toekomstig evenement   | Toekomstig evenement   | Toekomstig evenement   | Toekomstig evenement   | Toekomstig evenement   |                        |
| Totaal                 | 7/15                   | 34                     | 7                      | 0                      | 23                     | 787                    | 869                    | −82                    |                        |

Albanië · Andorra · Armenië · Azerbeidzjan · België · Bosnië en Herzegovina · Bulgarije · Cyprus · Denemarken · Duitsland · Engeland · Estland · Faeröer · Finland · Frankrijk · Georgië · Groot-Brittannië · Griekenland · Hongarije · Ierland · IJsland · Israël · Italië · Kosovo · Kroatië · Letland · Liechtenstein · Litouwen · Luxemburg · Malta · Moldavië · Montenegro · Nederland · Noord-Macedonië · Noorwegen · Oekraïne · Oostenrijk · Polen · Portugal · Roemenië · Rusland · Schotland · Servië · Slovenië · Slowakije · Spanje · Tsjechië · Turkije · Wit-Rusland · Zweden · Zwitserland